# اچ‌ام‌اس اسپیگل (۱۸۸۰)
اچ‌ام‌اس اسپیگل (۱۸۸۰) (به انگلیسی: HMS Espiegle (1880)) یک کشتی بود که طول آن ۱۷۰ فوت (۵۲ متر) بود. این کشتی در سال ۱۸۸۰ ساخته شد.